# Lee Tergesen
Lee Allen Tergesen (* 8. Juli 1965 in Ivoryton, Connecticut) ist ein US-amerikanischer Schauspieler.

## Karriere
Lee Tergesen wuchs zusammen mit seinen Eltern George und Ruth sowie seinem Bruder Chris in Ivoryton auf. Seine Mutter starb 1989 an Brustkrebs. Er machte seinen Abschluss an der Valley Regional High School in Deep River.
Mit 18 Jahren zog er nach New York City, um Schauspieler zu werden. Er besuchte eine zweijährige Akademie in Manhattan und jobbte nebenbei in einem Diner, in welchem er Tom Fontana kennenlernte, welcher Lee den Einstieg ins Filmgeschäft ermöglichte.
Seine erste Rolle hatte Tergesen im Film Mind Benders, in dem er Crash Hopkins verkörperte. Darauf folgten weitere Nebenrollen in Acting Sheriff, Wayne's World und Wild Palms. Den Durchbruch schaffte er 1997 in der von Tom Fontana produzierten Serie Oz – Hölle hinter Gittern, in welcher er Tobias Beecher in 56 Folgen darstellte. 
Dank dieser Rolle kam Lee zu weiteren beachtlichen Rollen wie in Texas Chainsaw Massacre: The Beginning, Wild Iris und The Forgotten. Daneben hatte er auch zahlreiche Auftritte in bekannten Serien wie Criminal Minds, Law & Order und Desperate Housewives.
Bis heute ist Tergesen ein gefragter Schauspieler.

## Privates
Tergesens Bruder Chris ist Musikproduzent und produzierte unter anderem die Musik für Oz – Hölle hinter Gittern.
Tergesen war bisher drei Mal verheiratet. Aktuell seit 2011 mit Yuka  Otomo, welche er in ihrem Heimatland Japan heiratete. 2012 wurde die gemeinsame Tochter Lily Tergesen geboren.

## Filmografie (Auswahl)
- 1987: Mind Benders
- 1990, 2005: Law & Order (Fernsehserie)
- 1991: Session Man
- 1991: The Killing Mind
- 1991: Gefährliche Brandung (Point Break)
- 1991: Acting Sheriff
- 1991: Hexenjagd in L.A. (Cast a Deadly Spell)
- 1992: Wayne’s World
- 1993: Darkness Before Dawn
- 1993–1997: Homicide (Homicide: Life on the Street, Fernsehserie)
- 1993: Wild Palms
- 1993: Wayne’s World 2
- 1994: Philly Heat
- 1994–1998: Weird Science
- 1995: JAG – Im Auftrag der Ehre (Fernsehserie)
- 1996: The Shot
- 1996: Hudson Street
- 1996: Duckman – Private Dick/Family Man (Fernsehserie)
- 1997: Liebling, ich habe die Kinder geschrumpft (Fernsehserie)
- 1997–2003: Oz – Hölle hinter Gittern (Fernsehserie)
- 1998: Ein Hauch von Himmel (Touched by an Angel, Fernsehserie)
- 1999: Inferno
- 1999: Diamonds
- 1999: Saturday Night Live
- 2000: The Beat
- 2000: Shaft – Noch Fragen?
- 2001: Wild Iris
- 2001: Shot in the Heart
- 2002: Third Watch – Einsatz am Limit (Third Watch, Fernsehserie)
- 2002: Bark!
- 2002: Hack – Die Straßen von Philadelphia (Fernsehserie)
- 2002: Emergency Room – Die Notaufnahme (ER, Fernsehserie, Folge 9x03 Der Aufstand)
- 2003, 2007: Criminal Intent – Verbrechen im Visier (Law & Order: Criminal Intent, Fernsehserie)
- 2003: Monster
- 2003: Queens Supreme
- 2003: The Handler
- 2004: 4400 – Die Rückkehrer (The 4400, Fernsehserie)
- 2004: The Forgotten
- 2005: The Exonerated
- 2005: CSI: Vegas (CSI: Crime Scene Investigation, Fernsehserie)
- 2005: Extreme Dating
- 2005: Rescue Me (Fernsehserie)
- 2005: Wanted (Fernsehserie)
- 2006: Desperate Housewives (Fernsehserie)
- 2006: The Unit – Eine Frage der Ehre (The Unit, Fernsehserie)
- 2006: Texas Chainsaw Massacre: The Beginning
- 2007: Masters of Horror (Fernsehserie, Folge 2x10 We All Scream for Ice Cream)
- 2007: Bury My Heart at Wounded Knee
- 2007: Cane (Fernsehserie)
- 2008: Life on Mars (Fernsehserie, 2 Folgen)
- 2008: Generation Kill (Fernsehserie)
- 2009: Criminal Minds (Fernsehserie, Folge 5x11)
- 2010–2011: Army Wives (Fernsehserie)
- 2010: Helena from the Wedding
- 2010: Lie to Me (Fernsehserie, eine Folge)
- 2010: Castle (Fernsehserie, Folge 3x06 Der Dreifachmörder)
- 2012: Red Tails
- 2012: The Collection – The Collector 2
- 2012: The Big C (Fernsehserie)
- 2012: No One Lives – Keiner überlebt! (No One Lives)
- 2013: Red Widow (Fernsehserie)
- 2013: Copper – Justice is brutal (Fernsehserie)
- 2013: Longmire (Fernsehserie)
- 2013: Drop Dead Diva (Fernsehserie, eine Folge)
- 2014: Forever (Fernsehserie, eine Folge)
- 2014: The Americans (Fernsehserie)
- 2015: Defiance (Fernsehserie)
- 2016: Outcast (Fernsehserie)
- 2017: The Yellow Birds

- 2018: Jack Ryan (Fernsehserie, eine Folge)
- 2018: The Purge – Die Säuberung (The Purge, Fernsehserie, zehn Folgen)